# Гілл (міфологія)
Гілл (дав.-гр. Ύλλος) — очільник навали на Стародавню Грецію «варварських» племен з півночі, що відбулося за пізньої мікенської доби (так зване «іллірійське вторгнення»). Гілл називав себе сином Геракла і Деяніри та вимагав повернути «спадок батька». Ім'я може свідчити саме про іллірійське походження Гілла — племена гіллів і пізніше мешкали саме в Іллірії. Можливе також ототожнення з Гераклом якогось з іллірійських богів або ж міфологічних персонажів. За легендами, ім'я дружини Гілла — Іола.
За афінськими переказами певний час переховувався в цьому місті, під захистом Тесея, але це може бути пізнішою екстраполяцією.
Міфи називають Гілла переможцем мікенського царя Еврістея (хоча про здобуття самих Мікен не згадують). Із згадок в інших переказах можна зрозуміти, що приведені Гіллом племена майже повністю захопили Пелопоннес. Проте же за рік після загарбання Пелопонесу серед прибульців почала ширитися якась смертельна хвороба, яку легенди іменують чумою. Нажахані загарбники поквапилися залишити завойовані землі і повернулися на північ.
За кілька років Гілл спробував напасти вдруге, але цього разу на Істмійському перешійку, що відділяв Пелопонес від решти Греції, іллірійців зустріло об'єднане ахейське військо. Гілла викликав на двобій і вбив тегейський цар Ехем.